# Hrabstwo Brooks (Teksas)

Piramida wieku hrabstwa

Hrabstwo Brooks – hrabstwo położone w USA, w południowej części stanu Teksas. Według danych z 2023 liczy 6848 mieszkańców (w tym 46,8% to kobiety). Siedzibą władz hrabstwa jest miasteczko Falfurrias. Hrabstwo jest znane jako przejście dla nielegalnych migrantów, przybywających z Ameryki Środkowej. Przez wiele znalezionych tam ciał imigrantów, zyskało sobie przydomek „Doliny Śmierci”.

## Historia
Hrabstwo zostało utworzone w 1911 r., poprzez wydzielenie terytorium z sąsiednich hrabstw. Nazwa hrabstwa pochodzi od nazwiska Jamesa Brooksa, sędziego, legislatora i strażnika Teksasu.

## CDP
- Airport Road Addition
- Cantu Addition
- Encino
- Flowella

## Sąsiednie hrabstwa
- Hrabstwo Jim Wells (północ)
- Hrabstwo Kleberg (północny wschód)
- Hrabstwo Kenedy (wschód)
- Hrabstwo Hidalgo (południe)
- Hrabstwo Starr (południowy zachód)
- Hrabstwo Jim Hogg (west)
- Hrabstwo Duval (północny zachód)

## Gospodarka
- hodowla bydła (duże rancza)[5]
- wydobycie gazu ziemnego i ropy naftowej[6]
- uprawa warzyw, arbuzów i siana[5][7].

Jest najbiedniejszym hrabstwem Teksasu. Średni dochód gospodarstwa domowego (dane z 2023) wynosi 31 310 dolarów, zaś dochód na mieszkańca 25 010 dolarów. 29,7% mieszkańców żyje poniżej relatywnej granicy ubóstwa.

## Demografia
- 86,9% mieszkańców to Latynosi[2],
- 8% osób urodziło się poza granicami USA[2],
- w latach 2000–2020 populacja skurczyła się o 11,3%[2],
- 60,9% mieszkańców to katolicy[8].